# NGC 529
NGC 529 este o galaxie eliptică, posibil lenticulară, situată în constelația Andromeda. A fost descoperită în 17 noiembrie 1827 de către John Herschel.